# Lista meczów reprezentacji Serbii i Czarnogóry w piłce nożnej mężczyzn
Lista meczów reprezentacji Serbii i Czarnogóry w piłce nożnej mężczyzn – kompletne zestawienie spotkań piłkarskich rozegranych przez drużynę Serbii i Czarnogóry. Powstała ona po rozpadzie Jugosławii i istniała w latach 2003–2006. W 2006 w wyniku referendum niepodległościowego w Czarnogórze rozpadła się na dwie oddzielne reprezentacje.
| Lp.  | Data  | Miejsce       | Gospodarz                | –    | Gość                 | Wynik | Impreza                                    |
| 2003 | 2003  | 2003          | 2003                     | 2003 | 2003                 | 2003  | 2003                                       |
| ---- | ----- | ------------- | ------------------------ | ---- | -------------------- | ----- | ------------------------------------------ |
| 1.   | 12.02 | Podgorica     | Serbia i Czarnogóra      | –    | Azerbejdżan          | 2:2   | el. Euro 2004                              |
| 2.   | 27.03 | Kruševac      | Serbia i Czarnogóra      | –    | Bułgaria             | 1:2   | mecz towarzyski                            |
| 3.   | 30.04 | Brema         | Niemcy                   | –    | Serbia i Czarnogóra  | 1:0   | mecz towarzyski                            |
| 4.   | 03.06 | Leicester     | Anglia                   | –    | Serbia i Czarnogóra  | 2:1   | mecz towarzyski                            |
| 5.   | 07.06 | Helsinki      | Finlandia                | –    | Serbia i Czarnogóra  | 3:0   | el. Euro 2004                              |
| 6.   | 11.06 | Baku          | Azerbejdżan              | –    | Serbia i Czarnogóra  | 2:1   | el. Euro 2004                              |
| 7.   | 20.08 | Belgrad       | Serbia i Czarnogóra      | –    | Walia                | 1:0   | el. Euro 2004                              |
| 8.   | 10.09 | Belgrad       | Serbia i Czarnogóra      | –    | Włochy               | 1:1   | el. Euro 2004                              |
| 9.   | 11.10 | Cardiff       | Walia                    | –    | Serbia i Czarnogóra  | 2:3   | el. Euro 2004                              |
| 10.  | 16.11 | Płock         | Polska                   | –    | Serbia i Czarnogóra  | 4:3   | mecz towarzyski                            |
| 2004 |       |               |                          |      |                      |       |                                            |
| 11.  | 31.03 | Belgrad       | Serbia i Czarnogóra      | –    | Norwegia             | 0:1   | mecz towarzyski                            |
| 12.  | 28.04 | Belfast       | Irlandia Północna        | –    | Serbia i Czarnogóra  | 1:1   | mecz towarzyski                            |
| 13.  | 11.07 | Fukuoka       | Serbia i Czarnogóra      | –    | Słowacja             | 2:0   | Kirin Cup 2004                             |
| 14.  | 13.07 | Jokohama      | Japonia                  | –    | Serbia i Czarnogóra  | 1:0   | Kirin Cup 2004                             |
| 15.  | 18.08 | Lublana       | Słowenia                 | –    | Serbia i Czarnogóra  | 1:1   | mecz towarzyski                            |
| 16.  | 04.09 | Serravalle    | San Marino               | –    | Serbia i Czarnogóra  | 0:3   | el. MŚ 2006                                |
| 17.  | 09.10 | Sarajewo      | Bośnia i Hercegowina     | –    | Serbia i Czarnogóra  | 0:0   | el. MŚ 2006                                |
| 18.  | 13.10 | Belgrad       | Serbia i Czarnogóra      | –    | San Marino           | 5:0   | el. MŚ 2006                                |
| 19.  | 17.11 | Bruksela      | Belgia                   | –    | Serbia i Czarnogóra  | 0:2   | el. MŚ 2006                                |
| 2005 |       |               |                          |      |                      |       |                                            |
| 20.  | 09.02 | Sofia         | Bułgaria                 | –    | Serbia i Czarnogóra  | 0:0   | mecz towarzyski                            |
| 21.  | 30.03 | Belgrad       | Serbia i Czarnogóra      | –    | Hiszpania            | 0:0   | el. MŚ 2006                                |
| 22.  | 04.06 | Belgrad       | Serbia i Czarnogóra      | –    | Belgia               | 0:0   | el. MŚ 2006                                |
| 23.  | 08.06 | Toronto       | Włochy                   | –    | Serbia i Czarnogóra  | 1:1   | mecz towarzyski                            |
| 24.  | 15.08 | Kijów         | Polska                   | –    | Serbia i Czarnogóra  | 3:2   | Valeri Lobanovsky Memorial Tournament 2005 |
| 25.  | 17.08 | Kijów         | Ukraina                  | –    | Serbia i Czarnogóra  | 2:1   | Valeri Lobanovsky Memorial Tournament 2005 |
| 26.  | 03.09 | Belgrad       | Serbia i Czarnogóra      | –    | Litwa                | 2:0   | el. MŚ 2006                                |
| 27.  | 07.09 | Madryt        | Hiszpania                | –    | Serbia i Czarnogóra  | 1:1   | el. MŚ 2006                                |
| 28.  | 08.10 | Wilno         | Litwa                    | –    | Serbia i Czarnogóra  | 0:2   | el. MŚ 2006                                |
| 29.  | 12.10 | Belgrad       | Serbia i Czarnogóra      | –    | Bośnia i Hercegowina | 1:0   | el. MŚ 2006                                |
| 30.  | 13.11 | Nankin        | Chiny                    | –    | Serbia i Czarnogóra  | 0:2   | mecz towarzyski                            |
| 31.  | 16.11 | Seul          | Korea Południowa         | –    | Serbia i Czarnogóra  | 2:0   | mecz towarzyski                            |
| 2006 |       |               |                          |      |                      |       |                                            |
| 32.  | 01.03 | Radis         | Tunezja                  | –    | Serbia i Czarnogóra  | 0:1   | mecz towarzyski                            |
| 33.  | 27.05 | Belgrad       | Serbia i Czarnogóra      | –    | Urugwaj              | 1:1   | mecz towarzyski                            |
| 34.  | 11.06 | Lipsk         | Serbia i Czarnogóra      | –    | Holandia             | 0:1   | MŚ 2006                                    |
| 35.  | 16.06 | Gelsenkirchen | Argentyna                | –    | Serbia i Czarnogóra  | 6:0   | MŚ 2006                                    |
| 36.  | 21.06 | Monachium     | Wybrzeże Kości Słoniowej | –    | Serbia i Czarnogóra  | 3:2   | MŚ 2006                                    |